# 恋忍
『恋忍』（こいしのぶ）は、高本ヨネコによる日本の漫画作品。『別冊少年マガジン』（講談社）に創刊号である2009年9月号から2011年4月号まで連載された。なお出張読み切りとして『週刊少年マガジン』2009年49号に特別編が掲載されている。
関連作品に宮島雅憲作の「恋不忍」と、同誌連載作品の「ラブプラス Rinko Days」・「惡の華」・「カウントラブル」及び「恋忍」がコラボレーションした「ラブの華トラブル」の2作品が存在する。両作品とも、この項目で解説する。

## 概要
中学2年生にして自慰の権化の如き主人公・栗乃花薫と、彼のもとへ押しかけ妹として現われたくのいち見習いの此花恋華を中心に下ネタギャグが展開される。ただし露骨な性行為の描写は少なく、あくまで艶笑的な展開として描かれることが多い。主軸となる下ネタ以外にも、本作と同じく思春期の性を扱った同誌連載作「惡の華」へのトリビュートや、他作品からのパロディなどもふんだんに盛り込まれ、側面的にもマニアックな作風となっている。
単行本は既刊1巻だが2巻は発売されていない。作者は自身の公式サイト上で2巻の発売を2011年夏ごろと予告していた。

## 主な登場人物

### 県立オナモミ中学
栗乃花 薫（くりのはな かおる）
本作の主人公。2年B組に所属。表向きは温厚でごく普通に思春期の童貞男子だが、あらゆる女性に性的妄想を抱き、より深く充実した自慰の追求のために全ての才を惜しみなく捧げ、周囲からの好奇や嫌悪、己の羞恥すら性癖の原動力とする生き様は、同級生たちからは「ベストGニスト」の異名でも知られているカリスマ変態少年でもある。幅広い好色と卓越した五感で、あらゆる女体を的確に観察し妄想へと転換させるが、ロリコン趣味は全く無いため、くのいち達のあらゆる籠絡も全く受け付けない。また、あくまでも性を妄想として嗜むにおいて、実力行使で他人を傷つけることはしない主義でもある。
馬場小路 翔（ばばのこうじ しょう）
薫の幼馴染みで級友。髪型をリーゼントにしたヤンキー。おしとやかな性格のロリータ（18歳以上は対象外）とショタを熱心に好む情熱的オタクでもある。1年生の時のスキー合宿で遭難した時に薫の助けで命を救われたことから友人となる。薫の超人的自慰と妄想力に薫陶を受け、以来熱心に尊敬している。
凡田 清（ぼんだ きよし）
薫の幼馴染みで級友。翔と同じくスキー合宿での遭難で薫に助けられ一命を取りとめる。猫好きで、所蔵する猫画像がエロ資源よりも多い傾向にある他はわりと普通な性格のためツッコミ役でもあるが、控えめなので概ねモノローグになる。
服部 撫子（はっとり なでしこ）
薫のクラスメイトで学級委員長を務める女子生徒。眼鏡をかけている。家の教育方針が厳しいため、性的な知識が皆無。しかしながら持ち前のおしとやかで純粋無垢な物腰は、人前での自慰を躊躇わぬ薫さえもなずませる。

### くのいち忍軍
代々続いた忍者たちは現代においては仕える主君を持たず、自主独立の組織として裏社会で暗躍している。特にくのいち達は高められた魅了能力で政財界のVIP達を籠絡し、意のままに操ることを主な任務としている。中でも特に優秀なくのいちは黄道十二星座になぞらえた最上級階位である「十二宮」のメンバーになる。
此花一族は忍者の御三家のひとつでもあり、恋華と咲耶姫の母親（故人）は「処女宮（おとめ座）」のくのいちであったが、正式な後継がなされていないため現在は空位となっている。
また、相互の連絡と交流は秘密の専用コミュニティ『忍.net』を利用するなど、現代的な情報効率化もなされている。
此花 恋華（このはな れんげ）
本作のヒロインであるくのいち見習いの少女。年齢はおよそ9～10歳。頭領から幼年学校卒業の追試課題として、思春期の少年の自慰行為の実態を調査中。妹くのいちとしてあらゆる策と忍法を弄して薫を虜にしようとするも、せっかちで強引な毒舌はツンデレの魅惑に至らずデレツンになり、また薫の性癖にも対応しきれず膠着状態のまま、単純に妹扱いしかされないため悪戦苦闘している。
此花一族の女子が代々にわたって有する天性の魅了能力「華気（かき）」が受け継がれなかったため、不遇の落ちこぼれ忍者であることにコンプレックスを持ち続けているが、根は気丈でひたむきな性格。弟の咲耶姫には嫉妬からやや冷たく接しているが、本心から嫌ってはおらず、また弟のM気質ゆえに懐かれている（本人は気づいていない様子）。
此花 咲耶姫（このはな さくや）
内閣総理大臣をはじめ、数々のVIP男性を籠絡するS級くのいちで「処女宮」襲名の有力候補だが、実は恋華の双子の弟。
幼少の頃に死別した母の「華気（かき）」を受け継いでおり、男の娘ながらも見る者全てを無条件に虜にする天性の魅了能力を持つも、殆ど無意識のうちに相手を魅了しているため、本人の思考や言動はあまり打算的ではなく、性格は純粋なほうである。また、常に周囲からチヤホヤされているために自分に冷たい態度を取る者に惹かれてしまう隠れM気質でもある。並外れた女体観察力で性別を見破り、なおかつ自分になびかぬ態度を取る薫を慕っている。
黒百合 鎌之介（くろゆり かまのすけ）
くのいち忍軍の頭領。美形だが女装趣味の30代男性。そして少年をこよなく愛する。かなりのナルシストでもあり、やたらセクシーポージングにこだわる癖がある。そのためか多少脇が甘く、統率力にやや微妙な隙が生じる場合がある。
空位である「処女宮」の後継者に咲耶姫を推薦している。
百地 ポン太夫（ももち ぽんだゆう）
くのいち忍軍の監査役リーダー。タヌキの姿をしているが、コスプレをした人間である。役職ゆえに冷静な性格で、頭領へのツッコミやいじりも的確にこなす。
腕利きのマッドサイエンティストでもあり、忍者専用SNS『忍.net』を設立する他、脳改造を施して知能を上げた動物を監査役忍獣にしている。
サルトビ
恋華御付の監査役忍者。冷静な観察力とサポートで恋華を補佐する。忍者らしく忍装束を着ており、頭巾の下の素顔は不明。第2話からデフォルメ化忍法で頭身が縮み、頭巾の形がコンドーム型に変わる。
百地 ニャン太夫（ももち にゃんだゆう）
咲耶姫御付の監査役忍猫。改造手術によって小学生程度の知能を得ている。咲耶姫を高く評価するゆえに恋華には嫌味を連発するも、咲耶姫のM気にはまだ気づいてない様子。

### その他の関係者
栗乃花 彩子（くりのはな さいこ）
薫の母親。夫は不在のようだがその関係および消息は不明。並外れた潔癖症で、息子の好色趣味は全面的に否定している。恋華と咲耶姫を一目で気に入り、妹扱いで同居させている。

## 恋不忍
『恋不忍』（こいしのばず）は、宮島雅憲による読み切り漫画作品。「恋忍」をトリビュートした作品であり、『別冊少年マガジン』2010年12月号に掲載された。単行本未収録。
BJD（別マガ弱者同盟）と題して「恋忍」と宮島雅憲作の「漫画で次号予告!」のアンケート結果を合計し、票数上位を目指す企画中の1つとして発表された読み切り作品。「恋忍」の公式スピンオフ作品となっている。

## ラブの華トラブル
『ラブの華トラブル』（ラブのはなトラブル）は、高本ヨネコによる読み切り漫画作品。「ラブプラス Rinko Days」・「惡の華」・「カウントラブル」の単行本が同日に発売される事を記念して描かれた合作漫画であり、『別冊少年マガジン』2011年3月号に掲載された。各作品の作者である瀬尾公治・押見修造・奈央晃徳もサポート（support by〜と続く形）として名前が掲載されており、それぞれの作者による絵も1コマ掲載されている。単行本未収録。
内容は「恋忍」の登場人物である栗乃花薫・馬場小路翔・凡田清が『別マガ』の懸賞で当選した『別マガ+』という名のゲームソフトをプレイし、それぞれの作品のメインキャラクターである小早川凛子・佐伯奈々子・ささらを攻略していくというもの。各作品のストーリーや作者に対するネタなどが散りばめられた短編ギャグ漫画となっている。

## 単行本
高本ヨネコ 『恋忍』 講談社 〈講談社コミックス〉 2010年、既刊1巻
- 第1巻 2010年5月17日初版発行 ISBN 978-4063376913

別冊少年マガジン巻末で予告漫画を執筆する宮島雅憲が描き下ろしイラストと4コマ漫画を寄稿している。